# De Generazione
De Generazione è un film collettivo del 1994, costituito da dieci differenti episodi e diretto da altrettanti registi: Antonio Antonelli (Catene), Asia Argento (Prospettive), Pier Giorgio Bellocchio (Arrivano i nostri), Eleonora Fiorini (Finalmente insieme), Alex Infascelli (Vuoto a rendere), Manetti Bros. (Consegna a domicilio), Andrea Maulà (Just Another Vampire Story) Andrea Prandstraller (India 21), Alberto Taraglio (La TV fa male ai bambini), Alessandro Valori (Squeak!).
Il film è dichiaratamente ispirato alla serie televisiva Ai confini della realtà.

## Trama
- Arrivano i nostri: Un regista viene aggredito da un gruppo di giovani dall'aspetto mostruoso. Tenta di difendersi con la statuetta del premio David di Donatello, ma invano.
- Consegna a domicilio: Francesca acquista una cassapanca come sorpresa per il compleanno di Nicola, e ottiene una consegna fuori orario. La donna deve però assentarsi prima dell'arrivo del mobile. Nicola rientra a casa, ignaro di tutto. All'orario prestabilito si presenta il fattorino: è un bruto deforme che Nicola scambia per un aggressore e uccide con una mezzaluna da cucina, nascondendo poi il corpo nella cassapanca. Quando Francesca rientra, il fattorino sbuca a sorpresa dalla cassapanca e Nicola gli spara un colpo di fucile.
- Just Another Vampire Story: Dan rimorchia un uomo di nome Boris, il quale sostiene di essere un vampiro nato nel Settecento. Boris gli racconta che molti dei miti sui vampiri sono falsi: in realtà sono una stirpe extraterrestre finita per caso sulla terra e sull'orlo dell'estinzione. Al culmine della seduzione, Dan si rivela lui stesso un vampiro, e aggredisce Boris.
- La TV fa male ai bambini: I genitori della piccola Milla sono a cena da amici. Mentre gli adulti discutono sull'opportunità di far vedere la TV ai figli, Milla, rimasta a casa da sola, viene aggredita dal suo apparecchio televisivo, posseduto da un demoniaco anchorman che vuol farla morire di paura. Milla riesce a scacciarlo distruggendo la TV. Ma il demone non è morto.
- Vuoto a rendere: In una società in cui le persone sono marcate con un numero di matricola, Enrico è un impiegato insoddisfatto che sta per sottoporsi a una misteriosa operazione. Una sera, seduto a tavola con la famiglia, guarda un programma televisivo in cui vengono estratti proprio dei numeri di matricola. L'ultimo estratto è il suo: appena l'annunciatrice lo scandisce, la testa di Enrico esplode.
- Prospettive: Una ragazza di cui non vediamo mai il volto dà il cambio all'amico Andrea, la cui mansione consiste nel reggere un ombrellone e la cui divisa sono solo dei mutandoni e un cappello da tranviere. Ma l'ombrellone spicca il volo e trascina la ragazza con sé. Lo psicologo della ragazza interpreta simbolicamente alcuni elementi appena visti: una torre, il vento, lo specchio, il cappello da tranviere.
- Catene: Dopo una partita di calcetto, un gruppo di amici decide di continuare la serata. All'ultimo momento, però, quasi tutti si tirano indietro, tranne Riccardo e Dario. I due si lamentano: gli altri sono succubi delle proprie compagne, che li tengono incatenati come bestie. Si recano in un locale pieno di donne aggressive che indossano catene al posto delle collane. Dario ne rimorchia una, che gli mette una catena al collo e se lo porta via. Riccardo invece attacca bottone con una ragazza amabile e dolce. Quando stanno per lasciare il locale, però, l'uomo si accorge casualmente che anche lei è pronta a incatenarlo. Terrorizzato, scappa e rientra a casa, dove si infila sotto le coperte e si incatena a una Barbie.[2]
- India 21: Un tassista a fine turno ritrova sul sedile posteriore una valigetta di pelle. Una voce incorporea gli chiede di portarla a Piazza Unità d'Italia. L'uomo è inizialmente terrorizzato: crede di stare impazzendo. Poi, gradualmente, accetta l'assurda situazione e trasporta il passeggero invisibile a destinazione, cercando anche di essere cordiale. Una volta arrivati, la valigetta scompare e la voce svanisce. Il tassista non si accorge che la valigetta è ricomparsa sul marciapiede. Il giorno dopo, i giornali riportano la notizia di una bomba proprio in piazza Unità d'Italia.
- Finalmente insieme: Mentre sta rimodernando casa, una coppia poco felice fa incubi orribili: lei sogna lui nei panni di un mostro che le uccide il gatto e lo divora; lui sogna lei nei panni di un'infermiera infernale che gli trapana il cranio e gli succhia il cervello. Durante un blackout i due vengono alle mani e lui cerca di violentarla; ma nella colluttazione una pesante libreria li travolge entrambi. Li ritroviamo, feriti vistosamente ma vestiti di tutto punto, mentre prendono cordialmente il tè, seduti a un tavolino in mezzo a una valle innevata. I loro gesti sono goffi e ogni azione dell'uno provoca una ferita nell'altro.
- Squeak!: Carlo è indebitato fino al collo: disperato e abbandonato da tutti, viene preso di mira da una troupe cinematografica di punk scalcagnati, composta dalla fonica e direttrice della fotografia Lorna, l'attore Jason e il regista Iena. I tre vogliono fare di Carlo la vittima di un film snuff, ma l'uomo viene salvato dalla sorella Alice, che lo nasconde in un capannone in disarmo. Subito dopo, però, lei gli rivela di averlo rapito solo per ucciderlo. Quando è sul punto di farlo, irrompe la troupe. Ne nasce una colluttazione fra i cineasti e Alice. Improvvisamente compaiono due karateka, al servizio di un misterioso figuro in giacca e cravatta, anch'egli deciso a uccidere Carlo. Il quale, però, riesce a scappare grazie all'aiuto di Lorna, che si è innamorata di lui. I due si sposano e fuggono insieme.

## Produzione
Molti dei registi sono figli d'arte e tutti, all'epoca, erano sotto i trentacinque anni.
Nell'episodio Vuoto a rendere il rapper Frankie hi-nrg mc fa una comparsa nei panni di un uomo delle pulizie. L'episodio è diretto da Alex Infascelli, all'epoca regista dei primi videoclip del rapper.

## Riconoscimenti
- MystFest 1994
  - Premio del pubblico[5]